# Преображенські печери
Преображенські печери (Печери Мишоловки) — комплекс печер на території колишнього Преображенського скиту Києво-Печерської лаври в районі селища Мишоловка — тепер вулиці Ягідна та Академіка Кащенка, пам'ятка археології. Згідно з дослідженнями та архівними документами, печери викопані у 1-й половині — середині  XIX ст. братією Преображенського скиту і є найпізнішою чернецькою підземною пам'яткою на території Києва. 
Печери досліджували І. Самойловський (1955) та В. Дяденко (1968). Розкопки не проводилися, вхід до печер законсервовано. Матеріали досліджень зберігаються в Інституті археології НАН України.
Обстежені частина підземного лабіринту завдовжки близько 130 м з келіями та галереями, що їх з’єднували. На стінах печер виявлені написи-графіті XIX ст.